# Cymbopetalum costaricense
Cymbopetalum costaricense là loài thực vật có hoa thuộc họ Na. Loài này được (Donn.Sm.) R.E.Fr. mô tả khoa học đầu tiên năm 1931.